# Норвегия на зимних Олимпийских играх 1980
В XIII зимних Олимпийских играх, проходивших с 14 по 23 февраля 1980 года в американском Лейк-Плэсиде, принимали участие 64 норвежских спортсмена (9 женщин и 55 мужчин). Норвежцы в 13-й раз подряд участвовали в зимней Олимпиаде. 
Знаменосцем сборной Норвегии на церемонии открытия был олимпийский чемпион Инсбрука-1976 на дистанции 1500 м конькобежец Ян Эгиль Сторхольт. За один день до церемонии Сторхольту исполнился 31 год.
В целом зимняя Олимпиада-1980 сложилась для норвежцев весьма неудачно: впервые за 13 зимних Олимпиад Норвегия сумела завоевать всего лишь 1 золотую награду. До этого у норвежцев всегда было как минимум 2 золота (Кортина д'Ампеццо-1956 и Саппоро-1972). Единственное золото своей стране в Лейк-Плэсиде принесла 20-летняя конькобежка Бьёрг Эва Енсен, выигравшая дистанцию 3000 м. Норвежские мужчины впервые за все зимние Олимпиады остались без золотых наград.
2 серебра принёс в норвежскую «копилку» 26-летний конькобежец Кай Арне Стенсьеммет, на дистанциях 5000 и 10 000 м уступивший только непобедимому Эрику Хайдену. Третью серебряную награду завоевала мужская лыжная эстафетная команда (Ларс Эрик Эриксен, Пер Кнут Оланн, Уве Эунли и Оддвар Бро).
Ещё 4 бронзы принесли конькобежцы, 1 бронзу выиграл лыжник Уве Эунли на дистанции 15 км, а также лыжная женская эстафетная сборная на дистанции 4х5 км (в т.ч. супруга Уве Эунли Берит Эунли-Квелло и самая юная норвежская спортсменка на Играх 18-летняя Бритт Петтерсен).
Таким образом, 7 наград из 10 добыли конькобежцы, и ещё 3 добавили лыжники. В общем медальном зачёте Норвегия заняла 8-е место. Ни горнолыжники, ни двоеборцы, ни биатлонисты, ни прыгуны с трамплина до медалей не добрались. 
Норвежские хоккеисты из своих 5 матчей в подгруппе проиграли четыре (0:11 сборной Чехословакии, 4:10 ФРГ, 1:5 США и 1:7 Швеции) и сыграли вничью 3:3 со сборной Румынии (причём норвежцы ещё за 1,5 минуты до конца матча проигрывали 1-3), безоговорочно заняв последнее место в группе и предпоследнее среди всех 12 команд (опередив только сборную Японии по дополнительным показателям).
Тем не менее эта зимняя Олимпиада не является худшей в истории для сборной Норвегии — через 8 лет в Калгари норвежцы не смогут выиграть ни одной золотой медали, ограничившись тремя серебряными и двумя бронзовыми.

## Все медали

### Золото
| № | Спортсмены      | Вид спорта (дисциплина)              |
| 1 | Бьёрг Эва Енсен | Конькобежный спорт (женщины, 1500 м) |

### Серебро
| Серебро |                                                          |                                          |
| №       | Спортсмены                                               | Вид спорта (дисциплина)                  |
| 1       | Кай Арне Стенсхеммет                                     | Конькобежный спорт (мужчины, 5000 м)     |
| 2       | Кай Арне Стенсхеммет                                     | Конькобежный спорт (мужчины, 10 000 м)   |
| 3       | Ларс Эрик Эриксен, Пер Кнут Оланн, Уве Эунли, Оддвар Бро | Лыжные гонки (мужчины, эстафета 4х10 км) |

### Бронза
| Бронза |                                                         |                                         |
| №      | Спортсмены                                              | Вид спорта (дисциплина)                 |
| 1      | Фроде Рённинг                                           | Конькобежный спорт (мужчины, 1000 м)    |
| 2      | Терье Андерсен                                          | Конькобежный спорт (мужчины, 1500 м)    |
| 3      | Том Эрик Оксхольм                                       | Конькобежный спорт (мужчины, 5000 м)    |
| 4      | Том Эрик Оксхольм                                       | Конькобежный спорт (мужчины, 10 000 м)  |
| 5      | Уве Эунли                                               | Лыжные гонки (мужчины, 15 км)           |
| 6      | Бритт Петтерсен, Анетте Бёе, Марит Мюрмель, Берит Эунли | Лыжные гонки (женщины, эстафета 4х5 км) |